# Jabulani Adatus Nxumalo
Jabulani Adatus Nxumalo OMI (* 27. Januar 1944 in Durban) ist ein südafrikanischer Ordensgeistlicher und emeritierter römisch-katholischer Erzbischof von Bloemfontein.

## Leben
Jabulani Adatus Nxumalo trat der Ordensgemeinschaft der Oblaten der Unbefleckten Jungfrau Maria bei und empfing am 2. September 1974 die Priesterweihe.
Papst Johannes Paul II.  ernannte ihn am 8. Juli 2002 zum Weihbischof in Durban und Titularbischof von Ficus. Die Bischofsweihe spendete ihm der Erzbischof von Durban, Wilfrid Fox Kardinal Napier OFM, am 12. September desselben Jahres; Mitkonsekratoren waren George Francis Daniel, Erzbischof von Pretoria und Militärbischof von Südafrika, und Paul Mandla Khumalo CMM, Bischof von Witbank.
Papst Benedikt XVI. ernannte ihn am 10. Oktober 2005 zum Erzbischof von Bloemfontein. Am 1. April 2020 nahm Papst Franziskus das von Jabulani Adatus Nxumalo aus Altersgründen vorgebrachte Rücktrittsgesuch an.